# Kateřina Neumannová
Kateřina Neumannová (n. 15 februarie 1973, Písek⁠(d), Republica Socialistă Cehă, Cehoslovacia) este o schioară de fond ce a reprezentat Cehoslovacia, medaliată olimpică. A participat la 6 ediții ale Jocurilor Olimpice (1992, 1994, 1996, 1998, 2002, 2006) în care a câștigat o medalie de aur, două medalii de argint și o medalie de bronz.